# Michael Schultz (marchante de arte)
Michael Schultz fue un galerista alemán de importancia internacional para el comercio de arte del siglo XX.

## Biografía
Schultz nació el 4 de noviembre de 1951 en Freudenstadt y falleció el 28 de diciembre de 2021 en Berlín. Fundó la Galerie Michael Schultz en Berlín en 1986, centrada en el arte contemporáneo europeo y asiático. Schultz ha organizado exposiciones en museos internacionales como el Museo de Arte Moderno de Seúl y el Museo de Arte Contemporáneo de Gwangju.
 

## Artistas representados
Michael Schultz representó principalmente a artistas figurativos contemporáneos de Alemania, Suiza, Austria, China y Corea, como, por orden alfabético, Sonja Alhäuser, Arif Aziz, Chen Wenbo, Andy Denzler, Sven Drühl, Tommy Fitzpatrick, Feng Lu, Kristina Girke, Burkhard Held, Huang He, Huang Min, Stephan Kaluza, Kim Yusob, Bernd Kirschner, Ingo Kühl, Helge Leiberg, Ma Jun, Joel Morrison, Römer+Römer, Manfred-Michael Sackmann, Cornelia Schleime, SEO, Bong Chae Son, Maik Wolf, Zhu Cao. En el mercado secundario trabajó con Georg Baselitz, Markus Lüpertz, A. R. Penck, Sigmar Polke, Robert Rauschenberg, Gerhard Richter y Manfred-Michael Sackmann.